# Lijst van monogame dieren
Hieronder volgt een lijst van dieren waarvan men de monogame status wetenschappelijk heeft onderzocht. Bij sommige dieren wordt overspel niet getolereerd. Bij andere is een treurgedrag kenbaar als de partner komt te sterven. Dit gedrag is bij zwanen en ganzen waargenomen. Soms zijn hele geslachten monogaam, zoals de Ramphastidae en Anatidae. Van sommige dieren is dit zo bekend dat ze symbool staan voor de trouwe liefde, zoals tortelduiven.
Toch is er ook veel discussie. Er zijn onderzoeken die het tegendeel bevestigen, zoals dat elk seizoen 10-20% zwanen naar een andere partner gaat, waarmee binnen een jaar of 5 het overgrote deel niet meer monogaam is gebleven.

## Vogels
| Familie      | Naam                     | Leeftijdsverwachting |
| ------------ | ------------------------ | -------------------- |
| Cathartidae  | Andescondor              | 50 jaar              |
| Cathartidae  | Zwarte gier              |                      |
| Corvidae     | Kraaien                  | 4 a 6 jaar           |
| Accipitridae | Amerikaanse zeearend     | 20 jaar              |
| Accipitridae | Kapgier                  |                      |
| Accipitridae | Vale gier                | 37 jaar              |
| Accipitridae | Australische grijze wouw |                      |
| Strigidae    |                          |                      |
| Cuculidae    | Koekoek                  |                      |
| Psittacidae  | Geelvleugelara           |                      |
| Psittacidae  | Groenvleugelara          |                      |
| Anserinae    | Zwanen                   |                      |
| Anserinae    | Ganzen                   |                      |
| Columbidae   | Duiven                   |                      |
| Ramphastidae | Toekans                  | 15 jaar              |

## Zoogdieren
| Familie     | Naam         | Leeftijdsverwachting |
| ----------- | ------------ | -------------------- |
| Castoridae  | Bever        | 15-20 jaar           |
| Canidae     | Vos          | 10 jaar              |
| Herpestidae | Stokstaartje |                      |
| Canidae     | Wolf         |                      |
| Hominidae   | Gibbon       |                      |

## Vissen
| Familie                                 | Naam                   | Leeftijdsverwachting |
| --------------------------------------- | ---------------------- | -------------------- |
| Syngnathidae                            | zeepaardjes            | 10 jaar              |
| hamerhaaien (Sphyrnidae)                | hamerhaaien            |                      |
| Lophiidae                               | zeeduivel              |                      |
| baarsachtigen (Perciformes)             |                        |                      |
| cichliden (Cichlidae)                   | Neolamprologus leleupi |                      |
| engel- of keizersvissen (Pomacanthidae) | Franse keizersvis      |                      |
| maanvissen                              |                        |                      |